# Lazu (okręg Konstanca)
Lazu (krymskotat. Laz Mahale) – wieś w Rumunii, w okręgu Konstanca, w gminie Agigea. W 2011 roku liczyła 1613 mieszkańców.